# کلیسای جامع بورژ
کلیسای جامع بورژ (به فرانسوی : Cathédrale Saint-Étienne de Bourges) یک کلیسای کاتولیک رومی است که در بورژ فرانسه واقع شده‌است. نام این کلیسای جامع به استفان مقدس تقدیم شده است و مقر اسقف اعظم بورژ است. این کلیسا که بین سال‌های ۱۱۹۵ تا ۱۲۳۰ میلادی و روی بقایای یک کلیسای رومی دیگر ساخته شده، بیشتر به سبک معماری گوتیک فرانسوی و تقریباً همزمان با کلیسای جامع شارتر ساخته شده‌است. این کلیسای جامع، به‌ویژه به‌خاطر بزرگی و یکپارچگی فضای داخلی، تزئینات مجسمه‌ای درگاه‌های آن و نیز مجموعه بزرگ پنجره‌های شیشه‌ای رنگی سده سیزدهمی‌اش شناخته شده‌است. به دلیل داشتن معماری گوتیک منحصربفرد، این کلیسا در سال ۱۹۹۲ در فهرست میراث جهانی یونسکو ثبت شد.